# Бени (коммуна)
Бени́ (фр. Bény) — коммуна во Франции, находится в регионе Рона — Альпы. Департамент — Эн. Входит в состав кантона Колиньи. Округ коммуны — Бурк-ан-Брес.
Код INSEE коммуны — 01038.

## География

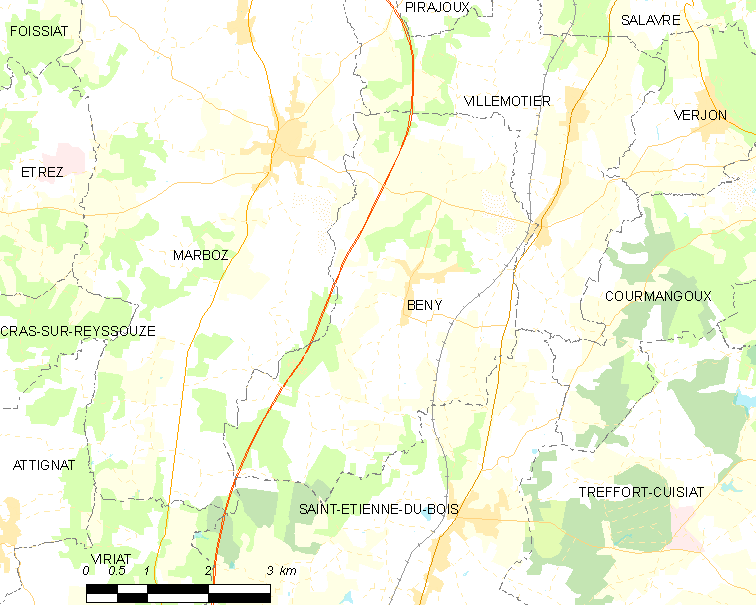
Карта коммуны

Коммуна расположена приблизительно в 360 км к юго-востоку от Парижа, в 75 км северо-восточнее Лиона, в 14 км к северу от Бурк-ан-Бреса.
По территории коммуны протекают реки Сольнан и Севрон.

## Климат
Климат полуконтинентальный с холодной зимой и тёплым летом. Дожди бывают нечасто, в основном летом.

## Население
Население коммуны на 2010 год составляло 724 человека.
| 1962 | 1968 | 1975 | 1982 | 1990 | 1999 | 2010 |
| ---- | ---- | ---- | ---- | ---- | ---- | ---- |
| 640  | 566  | 503  | 537  | 587  | 613  | 724  |

## Администрация
| Период | Период | Фамилия      | Партия | Примечания |
| ------ | ------ | ------------ | ------ | ---------- |
| 1989   | 1995   | Жорж Лоран   |        |            |
| 1995   | 2001   | Бернар Мерль |        |            |
| 2001   | 2014   | Жорж Роде    |        |            |

## Экономика
В 2010 году среди 460 человек трудоспособного возраста (15—64 лет) 364 были экономически активными, 96 — неактивными (показатель активности — 79,1 %, в 1999 году было 75,8 %). Из 364 активных жителей работали 349 человек (182 мужчины и 167 женщин), безработных было 15 (7 мужчин и 8 женщин). Среди 96 неактивных 28 человек были учениками или студентами, 55 — пенсионерами, 13 были неактивными по другим причинам.

## Достопримечательности
- Усадьба Мармон. Исторический памятник с 1992 года[4]
- Мемориал лётчицы Маризы Шильц